# Tylwyth Waff
Tylwyth Waff, toujours appelé Waff, est un personnage de fiction du cycle de Dune de Frank Herbert. C’est un Masheikh, un des Maîtres secrets du Bene Tleilax, Abdl et Mahaï (serviteur et guide) de son peuple, Maître des Maîtres .
Au cours des événements des Hérétiques de Dune, il tente d’établir un contact avec les Honorées Matriarches qui cherchent un moyen d’échapper aux armes bactériologiques des Machines Pensantes et désirent subjuguer le Bene Tleilax pour ce faire. La négociation se transforme en massacre, Waff tue les Matriarches et les remplace par des Danseurs, mais n'en retire aucun bénéfice, les Matriarches ayant visiblement anticipé l'échec de leur première approche et pris soin de brouiller leur piste pour ne pas être infiltrées par les Danseurs.
Peu après, Waff se rend sur Rakis pour y tenter un putsch à l'aide de ses nouveaux Danseurs-Visage. Ces derniers, trop bien réussis, le trahissent en se prenant réellement pour leurs victimes ; et Waff se laisse manipuler par Alma Mavis Taraza qui lui fait croire qu'elle partage secrètement la foi tleilaxu.
Dans Les Chasseurs de Dune, Waff survit grâce à la Guilde spatiale lorsque les Honorées Matriarches détruisent le Bene Tleilax. Il se croit seul survivant, ignorant que Scytale a rejoint le Bene Gesserit.
Le navigateur Edric lui demande en retour de recréer des Vers des Sables et donc de l’Epice, pour aider les Navigateurs et l’Oracle du Temps face aux Machines. Waff s’exécute, mais pas par altruisme ni reconnaissance : il veut en fait ressusciter Shai-Hulud/Leto II, le Prophète des Tleilaxu, croyant que cette œuvre pieuse lui vaudra la reconnaissance de Dieu et constituera une sorte de victoire finale des Tleilaxu sur tous les autres peuples du cosmos.
Waff commence par créer des Vers marins qu’il relâche sur Buzzell, où ils réussissent à produire une ultra-épice. Ayant ainsi honoré sa dette envers la Guilde, il se fait déposer sur Rakis pour y acclimater des Vers “améliorés” qui pourront recoloniser la planète sainte. Il échoue …
Mais au moment où Waff se laisse submerger par le désespoir (scène inattendue de la part d’un Tleilaxu), Leto II accomplit son destin à Synchronie et les Vers surgissent des profondeurs où ils dormaient pour émerger à la surface vitrifiée d’Arrakis. Waff émerveillé se laisse tuer par son Prophète en une apothéose jubilatoire.